# Trithyris ignefactalis
Trithyris ignefactalis là một loài bướm đêm trong họ Crambidae.